# Momo (pierogi)

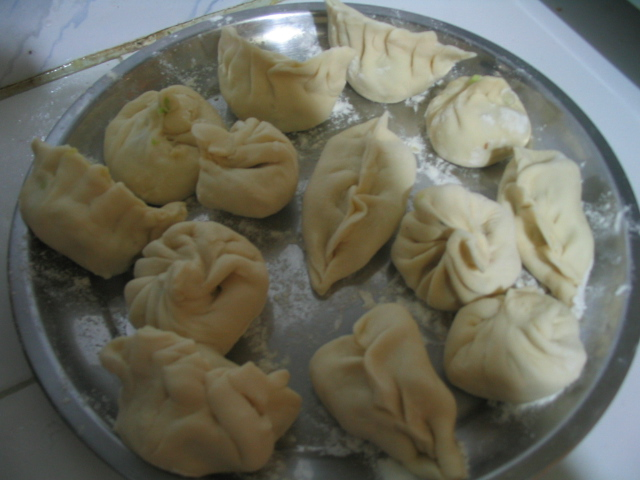
Momo

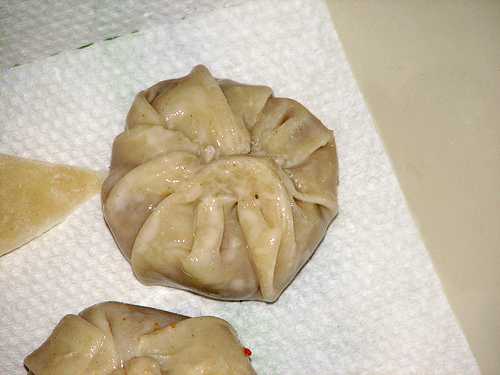
Momo-cha: Pierożki nepalskie

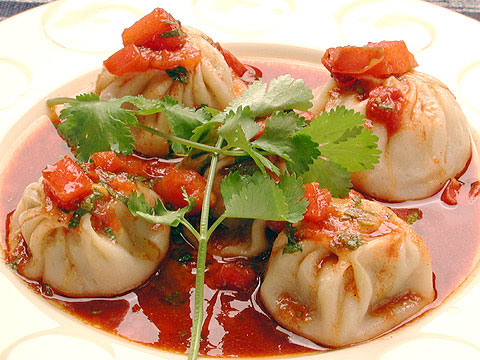
Momo z sosem pomidorowym

Momo (tyb. མོག་མོག; Wylie: mog mog) – rodzaj pierożków z mięsem, danie kuchni tybetańskiej, popularne również w Nepalu i Indiach.
Ciasto jest robione z białej mąki z dodatkiem wody, czasami również drożdży i sody oczyszczonej. 
Nadzienie jest tradycyjnie mięsne, używane jest mięso jaka, bawołu, kozie, wieprzowe i drób. W Indiach najczęściej wykorzystuje się mięso kozie i drób, popularne są również odmiany wegetariańskie: z serem lub ziemniakami.
Spożywa się albo gotowane, albo smażone.

## Główne odmiany
- czime momo – drożdżowe momo gotowane na parze
- momo ngopa – momo smażone
- loko momo – momo gotowane
- ting momo – momo gotowane na parze